# Verrucoentomon xinjiangense
Verrucoentomon xinjiangense är en urinsektsart som beskrevs av Yin 1987. Verrucoentomon xinjiangense ingår i släktet Verrucoentomon och familjen lönntrevfotingar. Inga underarter finns listade i Catalogue of Life.